# 马耶尔
马耶尔（法語：Maillères，法語發音：[majɛʁ]）是法国朗德省的一个市镇，位于该省东部，属于蒙德马桑区。

## 地理
马耶尔（44°1'41"N, 0°26'38"W）面积15.05 平方千米，位于法国新阿基坦大区朗德省，该省份为法国西南部沿海省份，是法國本土面积第二大的省，北起吉倫特省，西临大西洋，南至大西洋比利牛斯省，东临热尔省，东北与洛特-加龍省接壤。
与马耶尔接壤的市镇（或旧市镇、城区）包括：阿吕、布罗卡、卡南和雷奥、吕克巴尔代兹和巴尔格、普伊代索。

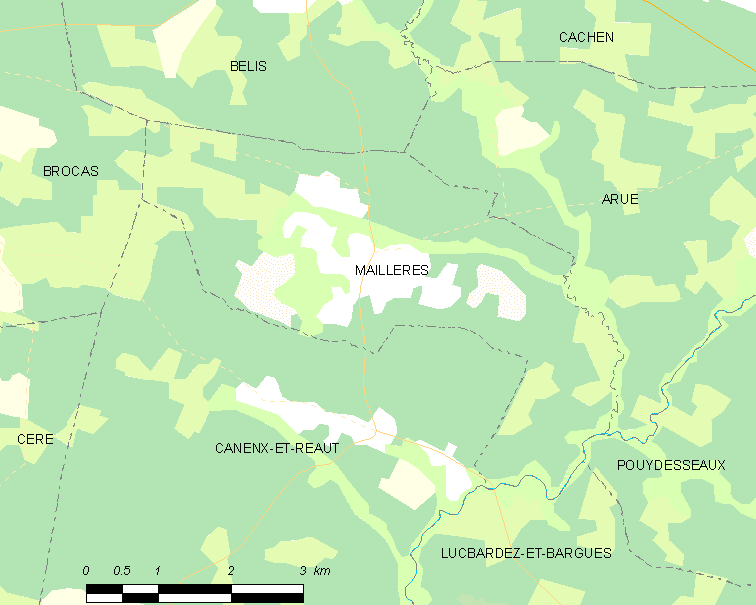
马耶尔的OSM定位图

马耶尔的时区为UTC+01:00、UTC+02:00（夏令时）。

## 行政
马耶尔的邮政编码为40120，INSEE市镇编码为40170。

## 政治
马耶尔所属的省级选区为上朗德-阿马尼亚克县。

## 人口

1962-2008年间马耶尔人口变化图示

马耶尔于2022年1月1日时的人口数量为230人。